# Jonathan Ngwem
Jonathan Joseph Ngwem (sinh ngày 20 tháng 7 năm 1991) là một cầu thủ bóng đá người Cameroon thi đấu cho câu lạc bộ Angola Progresso do Sambizanga ở vị trí hậu vệ.

## Sự nghiệp
Ngwem từng thi đấu cho Pouma, Jeunesse Bonamoussadi, Unisport và Progresso do Sambizanga.
Anh ra mắt quốc tế năm 2015, và có tên trong đội hình tham dự Cúp bóng đá châu Phi 2017.